# Laghetti di Preola e Gorghi Tondi e Sciare di Mazara
Laghetti di Preola e Gorghi Tondi e Sciare di Mazara este o arie protejată (arie specială de conservare — SAC, sit de importanță comunitară — SCI) din Italia întinsă pe o suprafață de 1.511 ha, integral pe uscat.

## Localizare
Centrul sitului Laghetti di Preola e Gorghi Tondi e Sciare di Mazara este situat la coordonatele 37°34′26″N 12°40′17″E / 37.574003°N 12.671465°E.

## Înființare
Situl Laghetti di Preola e Gorghi Tondi e Sciare di Mazara a fost declarat sit de importanță comunitară în septembrie 1995 pentru a proteja 28 de specii de animale. Situl a fost protejat și ca arie specială de conservare în martie 2017.

## Biodiversitate
Situată în ecoregiunea mediteraneană, aria protejată conține 8 habitate naturale: Lacuri eutrofice naturale cu vegetație de tip Magnopotamion sau Hydrocharition, Ape puternic oligomezotrofe cu vegetație bentonică cu Chara spp., Pășuni mediteraneene udate de apa mării (Juncetalia maritimi), Păduri de Quercus ilex și Quercus rotundifolia, Pseudostepă cu ierburi și specii anuale de Thero-Brachypodietea, Mlaștini calcaroase cu Cladium mariscus și specii de Caricion davallianae, Iazuri temporare mediteraneene, Tufărișuri termo-mediteraneene și de pre-deșert.
La baza desemnării sitului se află mai multe specii protejate:
- păsări (27): pescăruș albastru (Alcedo atthis), egretă mare (Ardea alba), stârc roșu (Ardea purpurea), ciuf de câmp (Asio flammeus), rață roșie (Aythya nyroca), pasărea ogorului (Burhinus oedicnemus), ciocârlie-cu-degete-scurte (Calandrella brachydactyla), bătăuș (Calidris pugnax), prundăraș de sărătură (Charadrius alexandrinus), chirighiță neagră (Chlidonias niger), erete de stuf (Circus aeruginosus), cristeiul de câmp (Crex crex), egretă mică (Egretta garzetta), becațină comună (Gallinago gallinago), ciovlica roșcată (Glareola pratincola), cocor (Grus grus), acvilă pitică (Hieraaetus pennatus), piciorong (Himantopus himantopus), stârc pitic (Ixobrychus minutus), sfrâncioc cu cap roșu (Lanius senator), pescăruș-cu-cap-negru (Larus melanocephalus), Marmaronetta angustirostris, stârc de noapte (Nycticorax nycticorax), lopătar (Platalea leucorodia), țigănuș (Plegadis falcinellus), chiră mică (Sternula albifrons), fluierar de mlaștină (Tringa glareola)
- reptile (1): Emys trinacris

Pe lângă speciile protejate, pe teritoriul sitului au mai fost identificate 39 de specii de plante, 9 specii de păsări, 2 specii de amfibieni, 4 specii de mamifere, 3 specii de nevertebrate, 3 specii de reptile.